# Pieter Verhagen
Pieter Verhagen (Beverwijk, 26 augustus 1882 – Rotterdam, 4 april 1950) was een Nederlandse architect en stedenbouwkundige.
Verhagen werkte tussen 1913 en 1916 voor de gemeente Rotterdam, waarna hij in 1916 met M.J. Granpré Molière een eigen architectenbureau opzette. A.J.Th. Kok sloot zich in 1919 aan, waarna het bureau verderging onder de naam Granpré Molière, Verhagen en Kok. Dit bureau werd al snel toonaangevend in de stedenbouw.
Verhagen was vooral bekend vanwege zijn aandacht voor de verweving van stad en landschap in stads- en dorpsuitbreidingen. Hij ontwierp in zijn loopbaan meer dan honderd stads- en dorpsuitbreidingen, parken en landschappen, waaronder veel wijken die nu bekendstaand als 'jaren 30-wijken'.
Na de Tweede Wereldoorlog was Verhagen stedenbouwkundig supervisor van de nationale wederopbouw, een functie waarin hij heeft bijgedragen aan de wederopbouwplannen van ongeveer 150 gemeenten.
In 1927 kocht hij in Rockanje een boerderij met drie hectare grond. Deze tot Carabas omgedoopte buitenplaats werd voor Verhagen een plek om zijn tuinideeën te verwerkelijken.
- Bibliothèque nationale de France: cb15756865b (data)
- Gemeinsame Normdatei: 133781763
- International Standard Name Identifier: 0000 0000 5076 1642
- Library of Congress Control Number: no2008060044
- Nederlandse Thesaurus van Auteursnamen: 090030249
- RKD-Nederlands Instituut voor Kunstgeschiedenis: 454488
- Système universitaire de documentation: 142725668
- Virtual International Authority File: 18423089
- WorldCat: E39PBJfGY9yx633GD8WvrPFR8C